# ФК Заплањац
Фудбалски клуб Заплањац је српски фудбалски клуб из Гаџиног Хана. Тренутно се такмичи у Српској лиги Исток, трећем такмичарском нивоу српског фудбала.

## Историја
Клуб је основан 2002. године. Највећи успех у историји клуба остварили су у сезони 2017/18 освајањем првог места у Зона Исток и пласманом у Српској лиги Исток, трећем такмичарском нивоу српског фудбала. 

## Новији резултати
| Сезона   | Ранг | Лига                  | Позиција | ИГ | Д  | Н | П  | ГД  | ГП | ГР  | Бод | Куп                  |
| -------- | ---- | --------------------- | -------- | -- | -- | - | -- | --- | -- | --- | --- | -------------------- |
| 2009/10. | 4    | Нишка зона            | 3.       | 30 | 19 | 4 | 11 | 56  | 31 | +25 | 61  | Није се квалификовао |
| 2010/11. | 4    | Нишка зона            | 3.       | 30 | 16 | 8 | 6  | 50  | 25 | +25 | 55  | Није се квалификовао |
| 2011/12. | 4    | Нишка зона            | 3.       | 30 | 20 | 6 | 4  | 54  | 19 | +35 | 66  | Није се квалификовао |
| 2012/13. | 4    | Нишка зона            | 4.       | 30 | 18 | 4 | 8  | 68  | 30 | +38 | 58  | Није се квалификовао |
| 2013/14. | 4    | Нишка зона            | 12.      | 30 | 11 | 3 | 16 | 32  | 43 | -11 | 36  | Није се квалификовао |
| 2014/15. | 5    | Нишавска окружна лига | 1.       | 34 | 25 | 2 | 7  | 102 | 28 | +74 | 77  | Није се квалификовао |
| 2015/16. | 4    | Зона Исток            | 6.       | 30 | 12 | 8 | 10 | 59  | 45 | +14 | 44  | Није се квалификовао |
| 2016/17. | 4    | Зона Исток            | 10.      | 28 | 11 | 4 | 13 | 43  | 57 | -14 | 36  | Није се квалификовао |
| 2017/18. | 4    | Зона Исток            | 1.       | 30 | 22 | 4 | 4  | 85  | 28 | +57 | 70  | Није се квалификовао |
| 2018/19. | 3    | Српска лига Исток     | 13.      | 34 | 10 | 8 | 16 | 38  | 63 | -25 | 38  | Није се квалификовао |
| 2019/20. | 3    | Српска лига Исток     | -        | -  | -  | - | -  | -   | -  | -   | -   |                      |